# 只有年輕
〈只有年輕〉（英語："Only the Young"）是美國創作歌手泰勒·斯威夫特的一首歌曲，於2020年1月31日由聯眾唱片發行。這首歌出現在她的紀錄片《美國小姐》，這個紀錄片是記錄她的職業生涯中的幾年中的生活。斯威夫特在2018年美國中期選舉後寫了這首歌。

## 背景及詞曲
|  | 「很難看到如此多的人覺得自己已經拉票、做了很多事情並且都如此努力。 我看到很多年輕人的希望破滅了， 我發現這是特別悲慘的，因為年輕人是遭受槍支暴力最嚴重的人，學生用貸款的方式來試圖弄清楚如何開始生活、如何支付帳單及氣候變遷以及 我們準備要挑戰─現在在面臨所有這些可怕的情況。」 — 斯威夫特說明了〈只有年輕〉這首歌的創作靈感。 |

斯威夫特在2018年美國中期選舉後寫了這首歌。《綜藝雜誌》的克里斯·威爾曼稱這首歌為「千禧一代的國歌，他們可能因對政治現況的幻想破滅而離開」。選舉前，斯威夫特打破了政治沉默，因為支持兩名民主黨候選人：兩名國會議員吉姆·庫珀再次當選眾議院議員，前田纳西州州長菲爾·布雷德森當選參議院議員。 斯威夫特還批評了布雷德森的對手 共和黨籍的玛莎·布莱克本的投票記錄。
在接受威爾曼的採訪時，斯威夫特表示她沒有讓〈只有年輕〉收錄在她的第七張錄音室專輯《情人》中。 她還透露，這首歌是與喬爾·立特共同創作和共同製作的，她與立特合作《情人》專輯中的四首歌，包括〈美國小姐與心碎王子〉，紀錄片的名稱來源自這裡，〈美國小姐與心碎王子〉的歌詞與這首歌的歌詞非常相似，而且這首歌不會是專輯的單曲。
〈只有年輕〉的歌詞結合了政治，與她早期的作品在政治上是中立剛好相反。斯威夫特鼓勵年輕公民多多參政如果他們希望改變事情。在歌詞中她暗示美国总统唐納·川普在2016年總統大選選舉後的篡改選票以及美國槍支暴力和學校槍擊等問題。斯威夫特的樂觀之處在於她對結果平等的信念，告訴年輕人終點線在前頭並不要灰心。

## 評價
音樂評論家們對〈只有年輕〉給予了正面的評價，稱讚斯威夫特的歌曲創作觸及美國政治，包括槍支暴力和集體槍擊事件。
《告示牌》的吉爾·考夫曼將〈只有年輕〉稱為「緊急但頭腦清晰」的歌曲，看到斯威夫特「她對我們陷入困境的社會感到失望而發聲」。 他將這首歌的主題描述為「一個悲傷的讓步，並向老一輩人發出強硬的警告，他們的貪婪和行動不力導致了年輕人決心要改變這一個局面」。《Vulture雜誌》的佐伊·海洛克寫道，這首歌「鼓勵您出去參與民主政治」，並補充說，這體現了斯威夫特的「對美國青年的信仰」。 《滾石雜誌》的克萊爾·謝弗說，這首歌記錄了斯威夫特的「最近的對政治覺醒」，就像在《美國小姐》紀錄片中看到的那樣。 Stereogum雜誌的James Rettig認為，這首歌使斯威夫特感到「與當前的政治氣氛和她的立場緊密相關」。

## 曲目列表
- 數位下載及串流媒體[11]

1. "Only the Young" (Featured in Miss Americana) – 2:37

## 製作人員
資料來源：Tidal 
- Taylor Swift：主要聲樂、詞曲作家、製作人
- Joel Little：製作人、詞曲作家、編程、鍵盤、錄製工程、錄音室人員
- Emmie Little：和聲
- Lila Little：和聲
- John Rooney：錄製工程協助、錄音室人員
- Serban Ghenea：混音師、錄音室人員
- John Hanes：混音工程、錄音室人員

## 榜單
| 排行榜（2020年）                       | 最高 名次 |
| -------------------------------------- | --------- |
| 澳大利亞（澳大利亚唱片业协会榜）       | 31        |
| 加拿大（Canadian Hot 100）             | 57        |
| 捷克（百強數位單曲榜）                 | 86        |
| 愛爾蘭（愛爾蘭唱片音樂協會单曲榜）     | 40        |
| 荷蘭（百大單曲榜）                     | 20        |
| 紐西蘭（新西兰唱片音乐协会熱門單曲榜） | 2         |
| 蘇格蘭（官方榜单公司單曲榜）           | 13        |
| 斯洛伐克（百強數位單曲榜）             | 89        |
| 英國（官方榜单公司單曲榜）             | 57        |
| 美国（《告示牌》百大單曲榜）           | 50        |
| 美國（《滾石》百大單曲榜）             | 30        |

## 發行歷史
| 國家 | 日期          | 格式              | 唱片公司 | 參考   |
| ---- | ------------- | ----------------- | -------- | ------ |
| 全球 | 2020年1月31日 | 數位下載 串流媒體 | 聯眾     | [ 12 ] |